# I KS Ślęza Wrocław (piłka nożna kobiet)
1 KS Ślęza Wrocław – sekcja piłki nożnej kobiet Pierwszego Klubu Sportowego Ślęza Wrocław założona w 2015 roku we Wrocławiu. Od sezonu 2023/2024 drużyna występuje w I lidze piłki nożnej kobiet w Polsce.

## Historia
Sekcja piłkarska kobiet w piłce nożnej Ślęzy Wrocław powstała w lecie 2015 roku. Jej pierwszym koordynatorem został Marcin Herc. Regularne treningi rozpoczęły się we wrześniu tego samego roku.  Niedługo potem koordynatorem i trenerem został Arkadiusz Domaszewicz. Klub przystąpił do rozgrywek w sezonie 2016/2017 od III ligi dolnośląskiej (wschodniej). 
Pierwszy sezon w rozgrywkach ligowych kobieca piłkarska Ślęza Wrocław zakończyła w połowie tabeli z czwartą lokatą. W ciągu kolejnych sześciu lat drużyna ta znajdowała się na przodzie tabeli III ligi grupy dolnośląskiej piłki nożnej kobiet w Polsce zajmując miejsca drugie (sezony 2018/2019 i 2019/2020) bądź trzecie (2017/2018 i 2020/2021). Od 2019 roku piłkarki Ślęzy Wrocław regularnie biorą udział w rozgrywkach o puchar Polski w piłce nożnej kobiet.
W sezonie 2021/2022 zespół odnotował historyczne zwycięstwo zajmując pierwsze miejsce w III lidze i tym samym awansując do II ligi.
| Sezon     | Rozgrywki ligowe                  | Rozgrywki ligowe | Rozgrywki ligowe | Rozgrywki ligowe | Rozgrywki ligowe | Rozgrywki ligowe | Rozgrywki ligowe | Rozgrywki ligowe | Rozgrywki ligowe | Rozgrywki ligowe | Puchar Polski (rozgrywki centralne) | Inne rozgrywki |
| Sezon     | Liga                              | Msc              | M                | Z                | R                | P                | Bramki           | Bramki           | +/−              | Pkt              | Puchar Polski (rozgrywki centralne) | Inne rozgrywki |
| --------- | --------------------------------- | ---------------- | ---------------- | ---------------- | ---------------- | ---------------- | ---------------- | ---------------- | ---------------- | ---------------- | ----------------------------------- | -------------- |
| 2016/2017 | III liga gr. dolnośląska {wschód) | 4.               | 14               | 5                | 3                | 6                | 21               | 39               | –18              | 18               |                                     |                |
| 2017/2018 | III liga gr. dolnośląska          | 3.               | 22               | 16               | 0                | 6                | 60               | 27               | +33              | 48               |                                     |                |
| 2018/2019 | III liga gr. dolnośląska          | 2.               | 18               | 15               | 1                | 2                | 74               | 10               | +64              | 46               |                                     |                |
| 2019/2020 | III liga gr. dolnośląska          | 2.               | 15               | 11               | 1                | 3                | 97               | 11               | +86              | 34               | 3/8                                 |                |
| 2020/2021 | III liga grupa: III               | 3.               | 22               | 15               | 4                | 3                | 91               | 17               | +74              | 49               | 1/6                                 |                |
| 2021/2022 | III liga grupa: III               | 1.               | 20               | 19               | 0                | 1                | 109              | 13               | +96              | 57               | 1/6                                 |                |
| 2022/2023 | II liga grupa: południowa         | 1.               | 22               | 18               | 2                | 2                | 88               | 19               | +69              | 56               | 1/4                                 |                |

| Poziom ligowy     |
| ----------------- |
| I poziom ligowy   |
| II poziom ligowy  |
| III poziom ligowy |

Ponadto w latach 2020-2022 w grupie dolnośląskiej IV ligi grała druga drużyna Ślęzy, co spowodowane było znaczącym wzrostem liczby piłkarek. W sezonie 2020/2021 zajęła ona 5 miejsce, zaś w kolejnym sezonie drużyna ta zakończyła z 6 lokatą na 10 zespołów. Liczyła ona 62 zawodniczki. 
W sezonie 2022/2023 do rozgrywek czwartoligowych w województwie dolnośląskim zgłoszona została trzecia kadra zawodniczek.

## Zaplecze sportowe
Od momentu powstania sekcji z powodu braku własnego stadionu treningi odbywały się na obiektach sportowych przy Alei Niepodległości 6 na wrocławskim Zakrzowie.
W lipcu 2020 roku klub otrzymał nową siedzibę na Kłokoczycach – Centrum Piłkarskie Ślęza Wrocław, które mieści się przy ulicy Kłokoczyckiej 5. Kłokoczycki ośrodek piłkarski składa się z dwóch części. Pierwszą z nich tworzy pełnowymiarowe boisko ze sztucznym oświetleniem, sztuczną murawą i trybunami. To na nim swoje mecze rozgrywają piłkarki Ślęzy. Obok niego na otwartej przestrzeni znajdują się dwa „Orliki” dla drużyn młodzieżowych. Drugą część kompleksu stanowi balon piłkarski o wymiarach 110 x70 m.

## Sztab szkoleniowy
Stan na 20 sierpnia 2022
| Trener                            | Arkadiusz Domaszewicz |
| Trener przygotowania motorycznego | Damian Burtowski      |
| Kierownik drużyny                 | Nikola Żurawska       |

## Zawodniczki
Stan na 20 sierpnia 2022
| Nr | Poz. | Piłkarz                 |
| -- | ---- | ----------------------- |
|    | BR   | Aleksandra Malinowska   |
| 12 | BR   | Natalia Skużybut        |
|    | BR   | Bianka Raduj            |
| 1  | BR   | Amelia Niedzielska      |
| 22 | OB   | Julia Gasiul            |
| 14 | OB   | Katarzyna Gaber         |
| 8  | OB   | Natalia Krawczyk        |
| 18 | OB   | Aleksandra Olbińska     |
| 6  | OB   | Oliwia Szewczyk         |
|    | OB   | Joanna Janik            |
| 4  | PO   | Oliwia Adamiec          |
| 21 | PO   | Agata Brzozowska        |
| 17 | PO   | Julia Ciesielska        |
| 11 | PO   | }Aleksandra Gruchała    |
|    | PO   | Karina Kruk             |
|    | PO   | Nikola Góra             |
|    | PO   | Nikola Mieszczak        |
|    | PO   | Katarzyna Styczyrz      |
| 15 | PO   | Wiktoria Tyza (kapitan) |
| 5  | PO   | Jagoda Wróbel           |
|    | NA   | Joanna Gogacz           |
|    | NA   | Magdalena Kolarz        |
| 13 | NA   | Karolina Larska         |
| 7  | NA   | Kinga Podkowa           |
| 16 | NA   | Zuzanna Walczak         |
| 9  | NA   | Paulina Zygadlik        |
| 2  | NA   | Nikola Kuta             |

## Akademia
Od samego początku działalności kobiecej sekcji piłkarskiej przy klubie działa Piłkarska Akademia Ślęzy Wrocław w której szkoli się kilkaset dziewczynek w wieku 4-18 lat. Akademia ta posiada złoty certyfikat Polskiego Związku Piłki Nożnej. Zajęcia prowadzone są 2-3 razy w tygodniu głównie w kompleksie piłkarskim Ślęzy Wrocław na Kłokoczycach. Poza tym część treningów odbywa się w innych częściach Wrocławia na boiskach w: Poświętnym (ul. Kamieńskiego), Hubach (ul. Wieczysta, ul. Św. Jerzego),  Praczach Odrzańskich (ul. Karpnicka), Gaju (ul. Kłodzka), Starym Mieście (ul Krasińskiego), osiedlu Plac Grunwaldzki (ul. Górnickiego) oraz Wojszycach (ul. Terenowa). 
Zajęcia prowadzone są przez licencjonowanych trenerów UEFA, którzy w większości są absolwentami wrocławskiej Akademii Wychowania Fizycznego. Na czele sekcji piłkarskiej dziewcząt akademii stoi Arkadiusz Domaszewicz, którego wspiera 8 trenerów: Paweł Arciszewski, Paulina Zygadlik, Damian Burtowski, Pamela Dziadek, Kinga Podkowa, Aleksandra Malinowska, Ewa Kaźmierczak oraz Aleksandra Kaczor. Młode piłkarki podzielone są na kilka grup według kategorii wiekowej. Począwszy od najmłodszych dzieci są to: skrzaty, żaczki, orliczki, młodziczki i juniorki.